# Agriocnemis splendidissima
Agriocnemis splendidissima är en trollsländeart som beskrevs av Harry Hyde Laidlaw, Jr. 1919. Agriocnemis splendidissima ingår i släktet Agriocnemis och familjen dammflicksländor. Inga underarter finns listade i Catalogue of Life.

## Bildgalleri

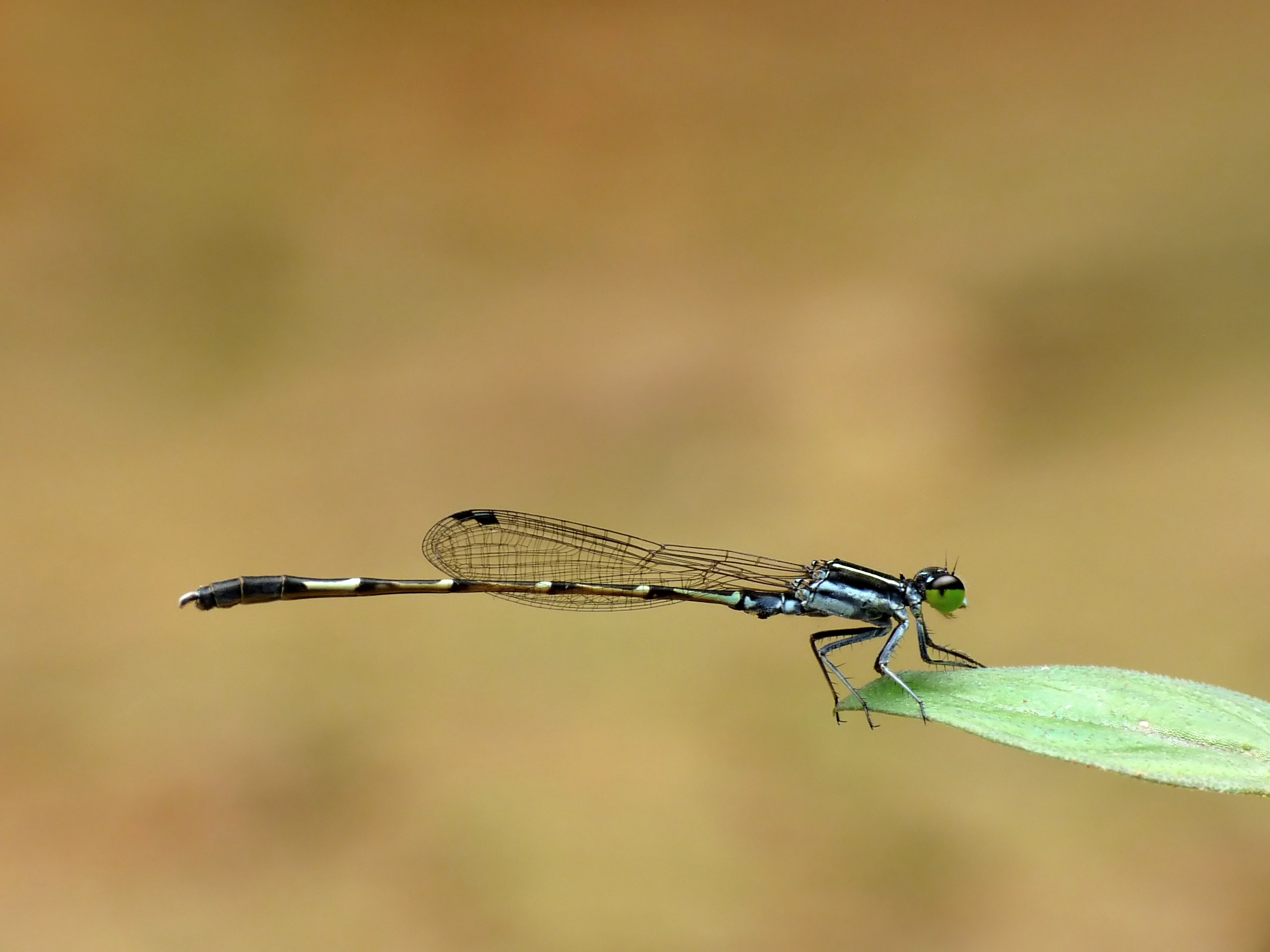